# Люттербак
Люттерба́к (фр. Lutterbach) — коммуна на северо-востоке Франции в регионе Гранд-Эст (бывший Эльзас — Шампань — Арденны — Лотарингия), департамент Верхний Рейн, округ Мюлуз, кантон Кингерсайм. До марта 2015 года коммуна административно входила в состав кантона Виттенем (округ Мюлуз).
Площадь коммуны — 8,56 км², население — 5985 человек (2006) с тенденцией к росту: 6192 человека (2012), плотность населения — 723,4 чел/км².

## Население
Численность населения коммуны в 2011 году составляла 6118 человек, а в 2012 году — 6192 человека.
| 1962 | 1968 | 1975 | 1982 | 1990 | 1999 | 2004 | 2006 | 2009 | 2011 | 2012 |
| ---- | ---- | ---- | ---- | ---- | ---- | ---- | ---- | ---- | ---- | ---- |
| 3678 | 4036 | 4742 | 5039 | 5325 | 5581 | 6070 | 5985 | 6028 | 6118 | 6192 |

Динамика населения:

## Экономика
В 2010 году из 4054 человек трудоспособного возраста (от 15 до 64 лет) 3021 были экономически активными, 1033 — неактивными (показатель активности 74,5 %, в 1999 году — 71,4 %). Из 3021 активных трудоспособных жителей работали 2676 человек (1373 мужчины и 1303 женщины), 345 числились безработными (180 мужчин и 165 женщин). Среди 1033 трудоспособных неактивных граждан 293 были учениками либо студентами, 370 — пенсионерами, а ещё 370 — были неактивны в силу других причин.
На протяжении 2011 года в коммуне числилось 2576 облагаемых налогом домохозяйств, в которых проживало 5827 человек. При этом медиана доходов составила 21385 евро на одного налогоплательщика.